# Mendes Faleiro Cabral
Mendes Faleiro Cabral es una localidad caboverdiana del municipio de São Domingos.

## Geografía
La localidad está situada en la isla Santiago.

## Organización territorial
La localidad abarca los lugares y barrios de:
- Cabral
- Cruz